# Konrad Hoheisel
Konrad Hoheisel (* 12. November 1862 in Alt Rothwasser, Österreichisch-Schlesien; † 15. September 1930 in Wien) war ein österreichischer Postbeamter.

## Leben
Konrad Hoheisel studierte Rechtswissenschaften an der Universität Wien und erhielt 1886 eine Anstellung bei der österreichischen Post. In Wien heiratete er Marie Perzina, mit der er zwei Kinder (Konrad und Emma) hatte; später wurde er nach Triest und Linz versetzt. 1910 wurde Hoheisel Präsident der Post- und Telegraphendirektion Wien und 1918 Sektionschef und Generaldirektor für Post- und Telegraphenangelegenheiten.
Nach dem Zusammenbruch der k.u.k. Monarchie leitete er die Modernisierung des österreichischen Postwesens und verhalf ihm zu internationalem Renommee. Der Postkraftwagendienst wurde ausgebaut, das Fernkabelnetz erweitert, Flugpost, Rundfunk und Bildtelegraphenverkehr eingerichtet.